# Beaniidae
Beaniidae zijn een familie van mosdiertjes uit de orde Cheilostomatida en de klasse van de Gymnolaemata.

## Geslachten
- Amphibiobeania Metcalfe, Gordon & Hayward, 2007
- Beania Johnston, 1840
- Stolonella Hincks, 1883